# Cabotsundet

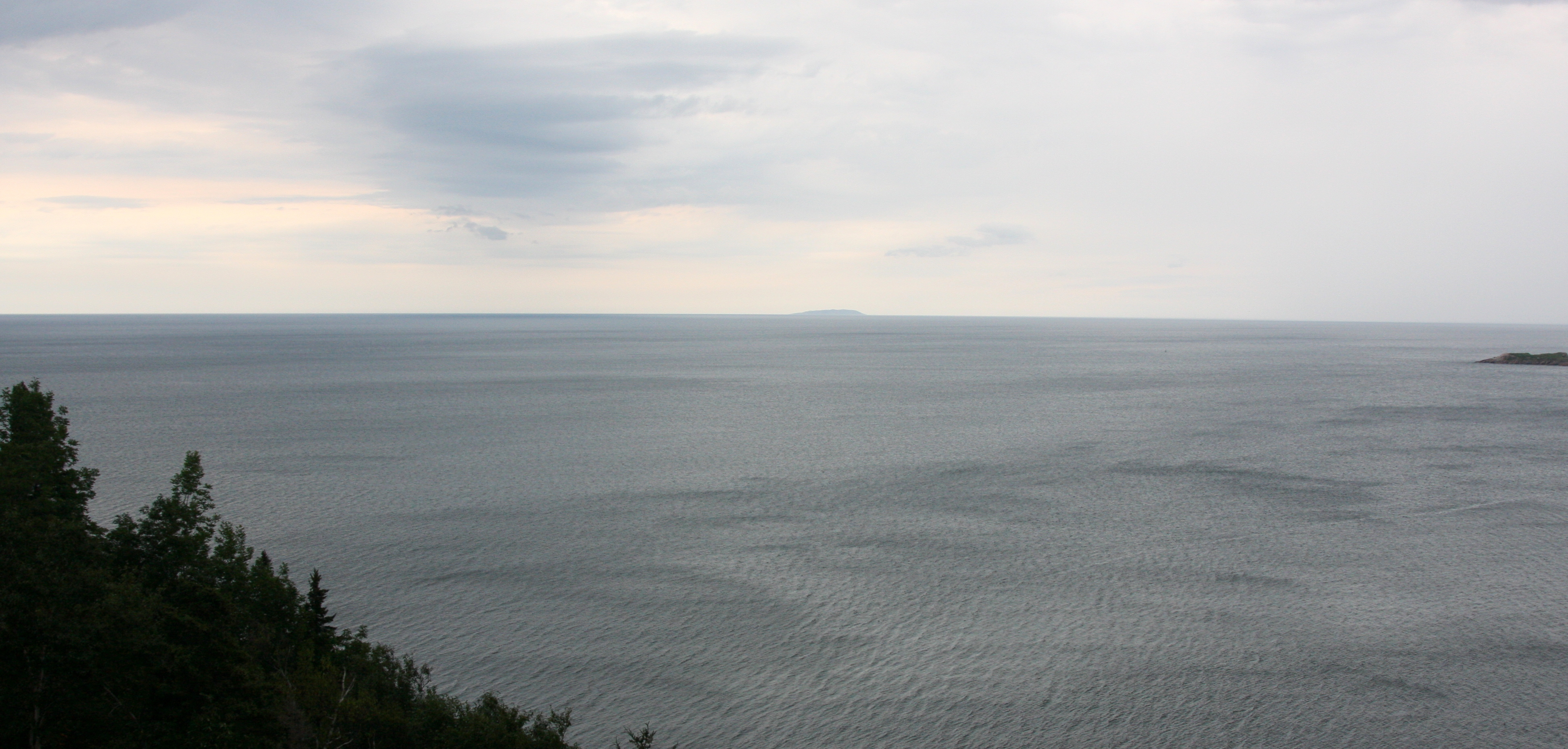
Cabotsundet, sett från Kap Bretonön.

Cabotsundet (engelska: Cabot Strait, franska: Détroit de Cabot) är ett sund i östra Kanada. Det är mellan 110 och 130 kilometer brett och ligger  mellan Cape Ray på Newfoundland och Cape North på Kap Bretonön. Sundet är det bredaste av Saint Lawrencevikens tre utlopp i Atlanten, de andra är Belle Isle-sundet och Cansosundet, vilket medför att det är Saint Lawrencevikens huvudförbindelse med Atlanten. Sundet är uppkallat efter den italienska upptäcktsresanden John Cabot, som utforskade området under det sena 1400-talet efter finansiering från den engelska kungen Henrik VII.